# Nadi Football Club
El Nadi Football Club es un equipo de fútbol de la ciudad de Nadi, en Fiyi. Fue fundado en 1938 y es el segundo club que más veces se ha proclamado campeón de la Liga Nacional de Fútbol de Fiyi. En 1999 fue subcampeón del Campeonato de Clubes de Oceanía, torneo predecesor de la actual Liga de Campeones de la OFC.

## Palmarés
- Liga Nacional de Fútbol de Fiyi (9): 1978, 1980, 1981, 1982, 1983, 1985, 1998, 2000 y 2015.
- Batalla de los Gigantes (5): 1978, 1980, 1983, 1986 y 1996.
- Copa de Fiyi (5): 1996, 2013, 2014, 2016 y 2019.
- Campeonato de Fútbol Interdistrital de Fiyi (6): 1969, 1971, 1974, 1998, 1999 y 2002.
- Recopa de Fiyi (1): 2015.